# L'ammore overo
L'ammore overo è un singolo del rapper italiano Rocco Hunt, il terzo e ultimo estratto dal primo album in studio Poeta urbano e pubblicato il 27 settembre 2013.

## Video musicale
Il videoclip è stato reso disponibile per la visione il 27 settembre 2013 attraverso il canale YouTube del rapper e ha riscosso subito un notevole successo.